# Cercle Bamako
Cercle Olympique de Bamako – malijski klub piłkarski, mający siedzibę w mieście Bamako (stolicy Mali). Mecze domowe klub rozgrywa na stadionie Stade 26 mars. Klub występuje w najwyższej klasie rozgrywkowej Mali - Malien Première Division.  

## Historia klubu
Cercle Bamako został założony w 1960 roku. Swoje mecze domowe rozgrywa w białych koszulkach z zielonymi rękawami, zielonych spodenkach i białych getrach. Logo klubu przedstawia nieregularny czerwony trójkąt, na tle którego widnieją zielone litery c o b, ułożone w konfiguracji litera „c” na górze, natomiast poniżej litery „c” umieszczono litery „o” i „b”. Starsze logo klubu przedstawiało zielony napis „CERCLE OLYMPIQUE” - poniżej napisu widniały koła olimpijskie, a poniżej kół - czerwony napis: „BAMAKO” oraz piłkę do piłki nożnej.
|  |  |

### Zawodnicy występujący w klubie obecnie i w przeszłości
- Daouda Diakité
- Adama Niane
- Amadou Sidibé
- Ouro-Nimini Tchagnirou
- Abdou Traoré
- Mahamane Traoré
- Ousmane Traoré

### Osiągnięcia

#### Puchar Mali
- Zdobywca: 2000, 2002, 2011[5].
- Finalista: 1974, 2008.

#### Superpuchar Mali
- Zdobywca: 2011.

#### Afrykański Puchar Zdobywców Pucharów
- 2001 – 1. runda
- 2003 – 2. runda[6]

#### Afrykański Puchar Konfederacji
- 2010 – 1. runda
- 2012 – Play-offy
- 2014 – 1. runda